# Marlène Rigaud Apollon
Pour les articles homonymes, voir Rigaud et Apollon (homonymie).
Marlène Rigaud Apollon, née le 23 mai 1945 est une éducatrice et écrivaine haïtienne qui vit aux États-Unis depuis 1964.

## Biographie
Elle est née à Cap-Haïtien et fait ses études à l'Institution du Sacré-Cœur de Turgeau à Port-au-Prince. Elle obtient un BA de l'Université du Maryland et une maîtrise de l'Université de Towson. Elle enseigne le français et la littérature française aux niveaux primaire, secondaire et universitaire.
Son travail est publié dans les périodiques Sapriphage, Utah Foreign Language Review et River City. Son histoire « Manman pas kite yo koupe janm mwen  »( « maman, ne les laisse pas me couper la jambe ») est incluse dans l'anthologie Haïti Rising (2010). 

## Œuvres
- Je veux danser, poésie (1996)
- Si je n'avais que des regrets, poésie (1997)
- La Lune est une banane, je suis moi (1998)
- Haiti Trivia, non-fiction jeunesse (1998), en anglais, français et créole
- Haitian Art Trivia, non-fiction jeunesse (2002), en anglais et en créole
- Elle s'appelait Elizabeth : L'histoire de Mère Marie Lange, biographie traduite en anglais sous le titre Her name was Elizabeth: The Story of Mother Mary Lange (2002)
- Cris de Colère, Chants d'espoir, poésie (2007)
- Louis Mercier, À la Reconquête de l'Idéal haïtien: Une voix d'hier pour aujourd'hui et demain , biographie traduite en anglais sous le titre Louis Mercier, To Reconquer the Haitian Ideal: A Voice from Yesterday for Today and Tomorrow (2008)